# مارلون أندرسون
مارلون أندرسون (بالإنجليزية: Marlon Anderson)‏ هو لاعب كرة قاعدة أمريكي، ولد في 6 يناير 1974 في مونتغومري في الولايات المتحدة.

## وصلات خارجية
- مارلون أندرسون على موقع دوري كرة القاعدة الرئيسي (الإنجليزية)
- مارلون أندرسون على موقعبيزبول رفرنس.كوم (الدوري الرئيسي) (الإنجليزية)
- مارلون أندرسون على موقعبيزبول رفرنس.كوم (الدوري الثانوي) (الإنجليزية)
- مارلون أندرسون على موقع إي إس بي إن.كوم (أم.أل.بي) (الإنجليزية)
- مارلون أندرسون على موقع مشجعي الرسوم البيانية (الإنجليزية)